# Oiliam Lanna
Oiliam José Lanna (Visconde do Rio Branco, 19 de fevereiro de 1953) é um compositor, maestro e professor de música brasileiro.
Radicado em Belo Horizonte, Oiliam Lanna desenvolve intensa atividade no meio musical. Por oito anos, foi regente da série Concertos BDMG, da qual participaram solistas de renome nacional e internacional. Como regente e compositor, atua em diversos eventos dedicados à difusão da música contemporânea, particularmente, brasileira e latino-americana. É professor adjunto do curso de Composição Musical da Escola de Música da UFMG , onde leciona desde 1978. Frequentemente participa como convidado em festivais e cursos de música em todo o Brasil, entre eles, o Festival de Inverno da UFMG, o Festival de Música de Londrina e o Curso Internacional de Verão da Escola de Música de Brasília. Integra também, como regente e compositor, o grupo Oficina Música Viva, que se dedica à música de câmara contemporânea.
Em 2010 teve sua peça Rituais do Tempo estreada pela Orquestra Filarmônica de Minas Gerais, para a qual escreveu sob encomenda do regente Fabio Mechetti.

## Biografia
Oiliam Lanna foi aluno do Conservatório Estadual de Música de sua cidade natal, Visconde do Rio Branco. Em Belo Horizonte, prosseguiu seus estudos na Escola de Música da UFMG, onde se graduou em Composição, sob a orientação de Artur Bosmans. Complementaram sua formação, entre outros, cursos de Análise Musical e Composição, ministrados na Fundação de Educação Artística, por Hans-Joachim Koellreutter e Dante Grela, e o Mestrado em Composição, na Faculdade de Música da Universidade de Montreal, sob a direção de André Prévost. É doutor em Lingüística – Análise do Discurso, pela Faculdade de Letras da UFMG, tendo feito estudos de aperfeiçoamento no Departamento de Lingüística da Universidade de Genebra.

## Lista de obras
- Prelúdio e Allegro – trombone e orquestra;[1]
- Homenagem a César Franck – orquestra;[1]
- Partita – clarineta e fagote;[1]
- Gavotte – quinteto de metais;[1]
- Música de cena para a peça O Mágico de Oz. 1977;[1]
- Prelúdio – orquestra;[1]
- Quarteto de cordas – quarteto de cordas 1985;[1]
- Pièce pour orquestre – orquestra 1986;[1]
- Gitanjali – grupo de 15 instrumentos. 1986;[1]
- Duas peças para flauta e piano – flauta e piano 1988;[1]
- Quatro bagatelas em forma de variações – violino, violoncelo, oboé, clarinete e violão. 1990;[1]
- De umbris – dois fagotes e piano. 1992;[1]
- Quatro momentos musicais – piano. 1998;[1]
- Três miniaturas – flauta e piano, 1994;[4]
- Sortilégios da Lua – orquestra de cordas. 1998;[1]
- Reflexos de Bruma e Luzes - piano a quatro mãos. 2004;[4]
- Rituais do Tempo - orquestra. 2010 [4][5]
- Minas - orquestra. 2014[6]